# Magdalena, Veracruz
Magdalena là một đô thị thuộc bang Veracruz, México. Năm 2005, dân số của đô thị này là 2649 người.